# Pebermø
Pebermø er en traditionel betegnelse for en ugift kvinde over 30 år. Ordet blev taget i brug på dansk i slutningen af 1700-tallet efter mønster af den mandlige parallel pebersvend, som oprindeligt var en ugift, omrejsende krydderhandler. Ordet er i dag særlig knyttet til skikken med at give ugifte en peberbøsse eller -kværn i gave på deres 30-års fødselsdag. Pebermø kan også bruges spøgefuldt eller let nedsættende om en gammeljomfru og den sociale rolle samfundet har forbundet med en sådan kvinde.